# Ожешувка
Ожешувка (пол. Orzeszówka) — село в Польщі, у гміні Медзна Венґровського повіту Мазовецького воєводства.
Населення — 154 особи (2011).
У 1975—1998 роках село належало до Седлецького воєводства.

## Демографія
Демографічна структура станом на 31 березня 2011 року:
|          | Загалом | Допрацездатний вік | Працездатний вік | Постпрацездатний вік |
| -------- | ------- | ------------------ | ---------------- | -------------------- |
| Чоловіки | 82      | 12                 | 58               | 12                   |
| Жінки    | 72      | 10                 | 39               | 23                   |
| Разом    | 154     | 22                 | 97               | 35                   |